# ちゃんらー

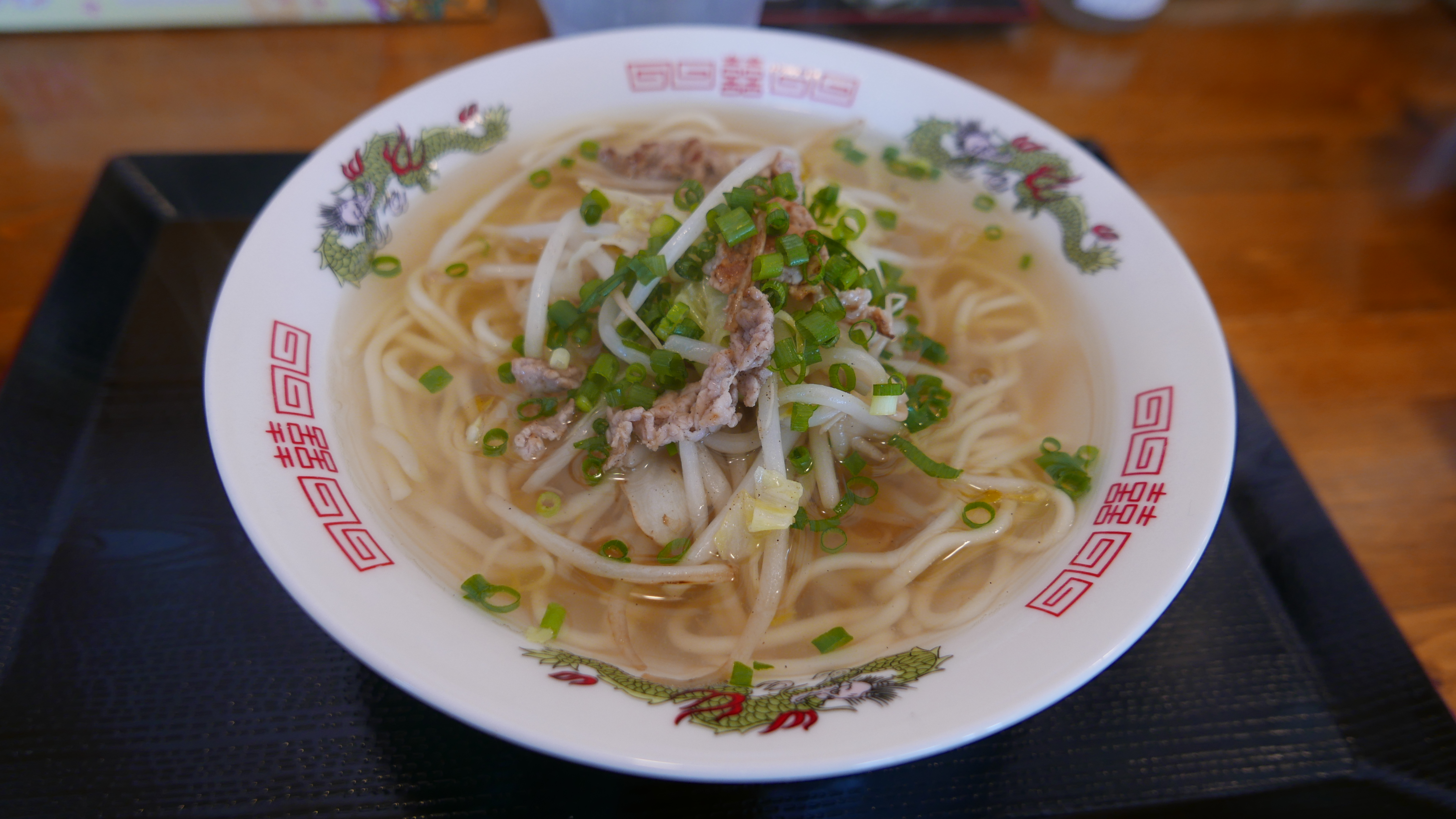
「ちゃんらー」（門司区「二代目清美食堂」）

ちゃんらーは、福岡県北九州市の門司港発祥の、うどんの出汁にちゃんぽん麺を入れた麺料理である。

## 発祥
同市門司区出身のお笑いタレントである芋洗坂係長の実家であり、芋洗坂の母・小浦清美が営んでいた「清美食堂」で産まれた料理で、同店の名物料理であった。
長崎から引っ越してきて店の常連になった女子中学生が「長崎ちゃんぽんを食べたいが、小遣いが足りない」と悩んでいたところから、小浦がイリコをベースとした和風出汁にちゃんぽん麺を入れることを発案。値段を抑えるために、具材は野菜炒めで使うモヤシとキャベツとした。
「清美食堂」は周辺の人口減少から客足が衰えたことと、小浦の高齢を理由として1998年に閉店したが、芋洗坂と実姉が「二代目清美食堂」として場所を変えて2014年に再開店している。なお、「二代目清美食堂」のちゃんらーには具材として豚肉が追加されている。

## 影響
2016年には東九州自動車道の北九州市－宮崎市間の開通を記念し、九州エリアのローソンでコラボ弁当の1つとして「門司港名物二代目清美食堂監修 冷しちゃんら〜」が販売された。